# Будде, Иоганн Франц
Иоганн Франц Будде (нем. Johann Franz Budde, также — Йоханнес Францискус Буддеус, лат. Johannes Franciscus Buddeus; 25 июня 1667 года, Анклам, Померания — 19 ноября 1729 года, Гота, Саксен-Кобург-Готское герцогство) — немецкий философ и лютеранский теолог.

## Биография
Иоганн Франциск Будде родился 25 июня 1667 года в Анкламе, в Померании в семье пастора Франца Будде и Катарины, урожденной Бальтазар. Фамилия Будде вела своё происхождение от известного ученого-гугенота Гийома Будэ, бежавшего с семьей из Франции после Варфоломеевской ночи и осевшего в Померании, где его фамилия германизировалась в Будде (или латинизировалась в Буддеус).
Страниями родителей, нанимавших ему репетиторов, Иоганн Франц получил хорошее классическое образование, овладел латинским, древнегреческим и древнееврейским языками, так, что мог читать Библию на языке оригинала. В 1685 году он поступил в Виттенбергский университет, где на философском факультете слушал лекции Христиана Донати, Христиана Рёхрензее, Иоганна Баптиста Ройхеля и Теодора Дассофа. Теологию Иоганн Франц изучал под началом Михаэля Вальтера Младшего и Иоганна Георга Ноймана.
В 1687 году за диспут на тему Praeses, de Symbolis eucharisticis он получил ученую степень магистра, а в 1689 году за диспут на тему De allegoriis Origenis был назначен адъюнкт-профессором на кафедре философии Виттенбергского университета.
В том же году, при поддержке Каспара Сагиттариуса Второго, Иоганн Франц был назначен адъюнкт-профессором на кафедре философии Йенского университета, где много времени посвятил изучению истории. В 1692 году он отправился в гимназию в Кобурге, куда его пригласили в качестве профессора греческого и латынского языков, а в следующем году перешел в недавно основанный университет в Галле профессором нравственной философии, или этики. Здесь Иоганн Франц оставался до 1705 года. В 1695 году он получил степень лиценциата теологии за диспут по теме De capitibus, quihus clarissimi viri, Petrus Chauvinus Vrigniusque inter se contendunt, а 1705 году был удостоен звания доктора теологии за диспут по теме De notionum moralium & civilium ad alias disciplinas translatione, caute instituenda.
Затем Иоганн Франц поступил на службу в Йенский университет вторым профессором теологии, позднее став профессором богословского факультета. Его лекции включали в себя всю область этой науки, и нередко выходили за её рамки, касаясь философии, истории и политики. Уважаемый всеми ученый и человек, он оставался в Йене до конца своей жизни, трижды принимая на себя обязанности временного ректора университета и исполняя обязанности председателя департамента, а с 1715 года ещё и церковного советника.
Иоганн Франц был дважды женат. Первым браком, заключенным 27 февраля 1693 года он женился на Катарине Сусане Посснер, старшая дочери Каспара Посснера, профессора физики в Йенском университете. Овдовев в 1714 году, Иоганн Франц в 1716 году вступил во второй брак с Элеонорой Магдаленой Цопф, дочерью проповедника Иоганна Каспара Цопф и сестрой известного протестантского богослова Иоганна Генриха Цопф. От обеих жен Иоганн Франц имел шестерых детей, двое из которых умерли во младенческом возрасте. Его единственная дочь Шарлотта Катарина вышла замуж за Иоганна Георга Вальха, профессора теологии Йенского университета. Его сын от первого брака, Карл Франц Буддеус был известным юристом и вице-канцлером Готы.

## Теология
Иоганн Франц был одним из выдающихся немецких философ и теологов своего времени. В теологии он стоял на позициях между пиетизмом и лютеранской ортодоксией, и почитается как теолог переходного периода в истории протестантского богословия.
Его философия эклектична и опирается на широкую историческую основу. Он признает в Декарте создателя нового периода философского дискурса, а в атаках на «атеиста» Спинозу следует, главным образом, за приверженцами закона природы, такими, как Гуго Гроций, Самуэль фон Пуфендорф и Христиан Томазиус. Его богословские позиции определяются традицией Иоханнуса Музеуса из Йены, отчасти благодаря близким отношениям Иоганна Франца с Иоганном Вильгельмом Байером.
С другой стороны, он был склонен к пиетизму. За контакты с Августом Готлибом Шпангенбергом, Филиппом Якобом Шпенером и Николаусом Людвигом Цинцендорфом Иоганн Франц попал под подозрение, что фактически привело к формальному расследованию его учения. В определённом смысле он также находился под влиянием федералистской теологии, но строго в рамках лютеранской ортодоксальности.
Во всех своих исследованиях, Иоганн Франц зарекомендовал себя как ученого с потрясающей научной интуицией. Его методика в области библейской критики крайне бережно относилась к тексту Священного Писания, а исследования Ветхого Завета и апостольского века были признаны эпохальными в истории церкви. Иоганн Франц достиг большого успеха и на поприще преподавательской деятельности. Он был блестящим оратором и превосходным речевым стилистом.

## Сочинения
Известно более ста его сочинений. Ниже представлен ряд сочинений Иоганна Франца, оказавших наибольшое влияние на развитие философской и протестантской богословской мысли того периода.
- Elementa philosophiae practicae (1697);
- Elementa philosophiae eclecticae (1703);
- Analecta historiae philosophicae (1706; 1724), сочинение по истории философии;
- Institutiones theologiae moralis (1711; 1719 (перевод на немецкий)), сочинение по этике;
- Historia ecclesiastica veteris testamenti (1715—1718);
- Theses theologicae de atheismo et superstitione (1716), сочинение, посвященное критике философии Спинозы;
- Institutiones theologiae dogmaticae, (1723);
- Historische und theologische Einleitung in die vornehmsten Religionsstreitigkeiten (1724; 1728);
- Isagoge historico-theologica ad theologiam universam (1727), сочинение, посвященное исследованию проблем методики и истории теологии;
- Ecclesia apostolica (1729), сочинение по введению в изучение Нового Завета.